# АНТ-17
АНТ-17 (також відомий як ТШ-Б, ТШ-1) — радянський проєкт літака-штурмовика, що був розроблений КБ Туполєва в кінці 1920-х років.

## Історія літака
Наприкінці 1920-х армії зазнали загальної тенденції до механізації у вигляді танків і легких броньованих машин. Ця розробка вимагала нового типу бойового літака, здатного боротися з сухопутною бронетехнікою.
У 1929 році в ОКБ ім. Туполева було розпочато проєктування нестандартного літака з максимальним наступальним озброєнням і броньовим захистом. АНТ-17 — чотиримісний біплан, озброєний безвідкотною гарматою розробки Леоніда Курчевського, 8 кулеметами та понад 1400 кг бомбового навантаження. АНТ-17 міг би нести 910 кг бронювання. Втім, його вага змусила Туполєва засумніватися в здатності АНТ-17 досягти необхідних характеристик, тому проєкт був скасований.   
Проєкт отримав назву ТШ-1 або ТШ-Б у категорії ТШ (рос. «Тяжелый штурмовик» — «важкий штурмовик»), але після скасування проєкту це позначення пізніше використовувалося версією Полікарпова Р-5.